# Klubowy Puchar Europy kobiet w szachach (1999)
1999 – czwarty sezon Klubowego Pucharu Europy kobiet w szachach. Rozgrywki odbyły się we Novej Goricy w dniach 28 czerwca–5 lipca 1999 roku. Zwyciężyła ukraińska Szkoła Rudenko Chersoń.

## Format rozgrywek
Turniej odbywał się systemem szwajcarskim na dystansie siedmiu rund. W przypadku identycznej liczby punktów decydowała łączna liczba punktów uzyskanych przez zawodniczki, a przy dalszej równości – system Buchholza.

## Uczestnicy
W nawiasie podano średni ranking Elo. Źródło: OlimpBase
- Club Carinthia (2100)
- ŠK Belišće-Metalis (2298)
- BAS Belgrad (2362)
- Partizan Belgrad (2316)
- Margiris Kowno (2054)
- Širvinta Wyłkowyszki (2152)
- SC Leipzig-Gohlis (2153)
- Alisa Kazań (2275)
- AEM Luxten Timișoara (2406)
- ŠK Nova Gorica (2227)
- Kyjiwska Szkoła Hrosmejsteriw (2307)
- Szkoła Rudenko Chersoń (2418)

## Rozgrywki

### Runda 1
Źródło: OlimpBase
28 czerwca 1999
| Alisa Kazań – Szkoła Rudenko Chersoń 1½:2½         |
| AEM Luxten Timișoara – ŠK Nova Gorica 2½:1½        |
| Širvinta Wyłkowyszki – BAS Belgrad 1:3             |
| Partizan Belgrad – SC Leipzig-Gohlis 2:2           |
| Club Carinthia – Kyjiwska Szkoła Hrosmejsteriw 0:4 |
| ŠK Belišće-Metalis – Margiris Kowno 3:1            |

### Runda 2
Źródło: OlimpBase
29 czerwca 1999
| Szkoła Rudenko Chersoń – ŠK Belišće-Metalis 3:1      |
| BAS Belgrad – AEM Luxten Timișoara ½:3½              |
| Kyjiwska Szkoła Hrosmejsteriw – Partizan Belgrad 2:2 |
| SC Leipzig-Gohlis – Alisa Kazań 2:2                  |
| ŠK Nova Gorica – Club Carinthia 3:1                  |
| Margiris Kowno – Širvinta Wyłkowyszki 3:1            |

### Runda 3
Źródło: OlimpBase
30 czerwca 1999
| AEM Luxten Timișoara – Szkoła Rudenko Chersoń 1:3 |
| BAS Belgrad – Kyjiwska Szkoła Hrosmejsteriw 1½:2½ |
| Partizan Belgrad – ŠK Nova Gorica 2½:1½           |
| ŠK Belišće-Metalis – SC Leipzig-Gohlis ½:3½       |
| Alisa Kazań – Margiris Kowno 2½:1½                |
| Širvinta Wyłkowyszki – Club Carinthia 4:0         |

### Runda 4
Źródło: OlimpBase
1 lipca 1999
| Szkoła Rudenko Chersoń – Kyjiwska Szkoła Hrosmejsteriw ½:½ |
| SC Leipzig-Gohlis – AEM Luxten Timișoara 0:4               |
| Margiris Kowno – BAS Belgrad ½:3½                          |
| Alisa Kazań – Partizan Belgrad 2:2                         |
| Club Carinthia – ŠK Belišće-Metalis 0:4                    |
| ŠK Nova Gorica – Širvinta Wyłkowyszki 1½:2½                |

### Runda 5
Źródło: OlimpBase
3 lipca 1999
| Partizan Belgrad – Szkoła Rudenko Chersoń 0:4            |
| Kyjiwska Szkoła Hrosmejsteriw – AEM Luxten Timișoara 2:2 |
| BAS Belgrad – ŠK Nova Gorica 3½:½                        |
| ŠK Belišće-Metalis – Alisa Kazań 1½:2½                   |
| Širvinta Wyłkowyszki – SC Leipzig-Gohlis 3½:1½           |
| Club Carinthia – Margiris Kowno 1½:2½                    |

### Runda 6
Źródło: OlimpBase
4 lipca 1999
| Szkoła Rudenko Chersoń – BAS Belgrad 2:2                 |
| AEM Luxten Timișoara – Alisa Kazań 3:1                   |
| Margiris Kowno – Partizan Belgrad 1:3                    |
| Kyjiwska Szkoła Hrosmejsteriw – Širvinta Wyłkowyszki 2:2 |
| ŠK Nova Gorica – ŠK Belišće-Metalis ½:3½                 |
| SC Leipzig-Gohlis – Club Carinthia 2:2                   |

### Runda 7
Źródło: OlimpBase
5 lipca 1999
| Širvinta Wyłkowyszki – Szkoła Rudenko Chersoń ½:3½       |
| Partizan Belgrad – AEM Luxten Timișoara 2:2              |
| BAS Belgrad – SC Leipzig-Gohlis 3½:½                     |
| ŠK Belišće-Metalis – Kyjiwska Szkoła Hrosmejsteriw 1½:2½ |
| Alisa Kazań – Club Carinthia 3½:½                        |
| ŠK Nova Gorica – Margiris Kowno 3:1                      |

## Klasyfikacja
Źródło: OlimpBase
| Msc | Zespół                        | M | W | R | P | Pkt |
| --- | ----------------------------- | - | - | - | - | --- |
| 1   | Szkoła Rudenko Chersoń        | 7 | 5 | 2 | 0 | 12  |
| 2   | AEM Luxten Timișoara          | 7 | 4 | 2 | 1 | 10  |
| 3   | Kyjiwska Szkoła Hrosmejsteriw | 7 | 3 | 4 | 0 | 10  |
| 4   | BAS Belgrad                   | 7 | 4 | 1 | 2 | 9   |
| 5   | Alisa Kazań                   | 7 | 3 | 2 | 2 | 8   |
| 6   | Partizan Belgrad              | 7 | 2 | 4 | 1 | 8   |
| 7   | Širvinta Wyłkowyszki          | 7 | 3 | 1 | 3 | 7   |
| 8   | ŠK Belišće-Metalis            | 7 | 3 | 0 | 4 | 6   |
| 9   | SC Leipzig-Gohlis             | 7 | 1 | 3 | 3 | 5   |
| 10  | ŠK Nova Gorica                | 7 | 2 | 0 | 5 | 4   |
| 11  | Margiris Kowno                | 7 | 2 | 0 | 5 | 4   |
| 12  | Club Carinthia                | 7 | 0 | 1 | 6 | 1   |